# Pseudobombax munguba
Pseudobombax munguba är en malvaväxtart som först beskrevs av Carl Friedrich Philipp von Martius och Zucc., och fick sitt nu gällande namn av Armando Dugand. Pseudobombax munguba ingår i släktet Pseudobombax och familjen malvaväxter. Inga underarter finns listade i Catalogue of Life.

## Bildgalleri

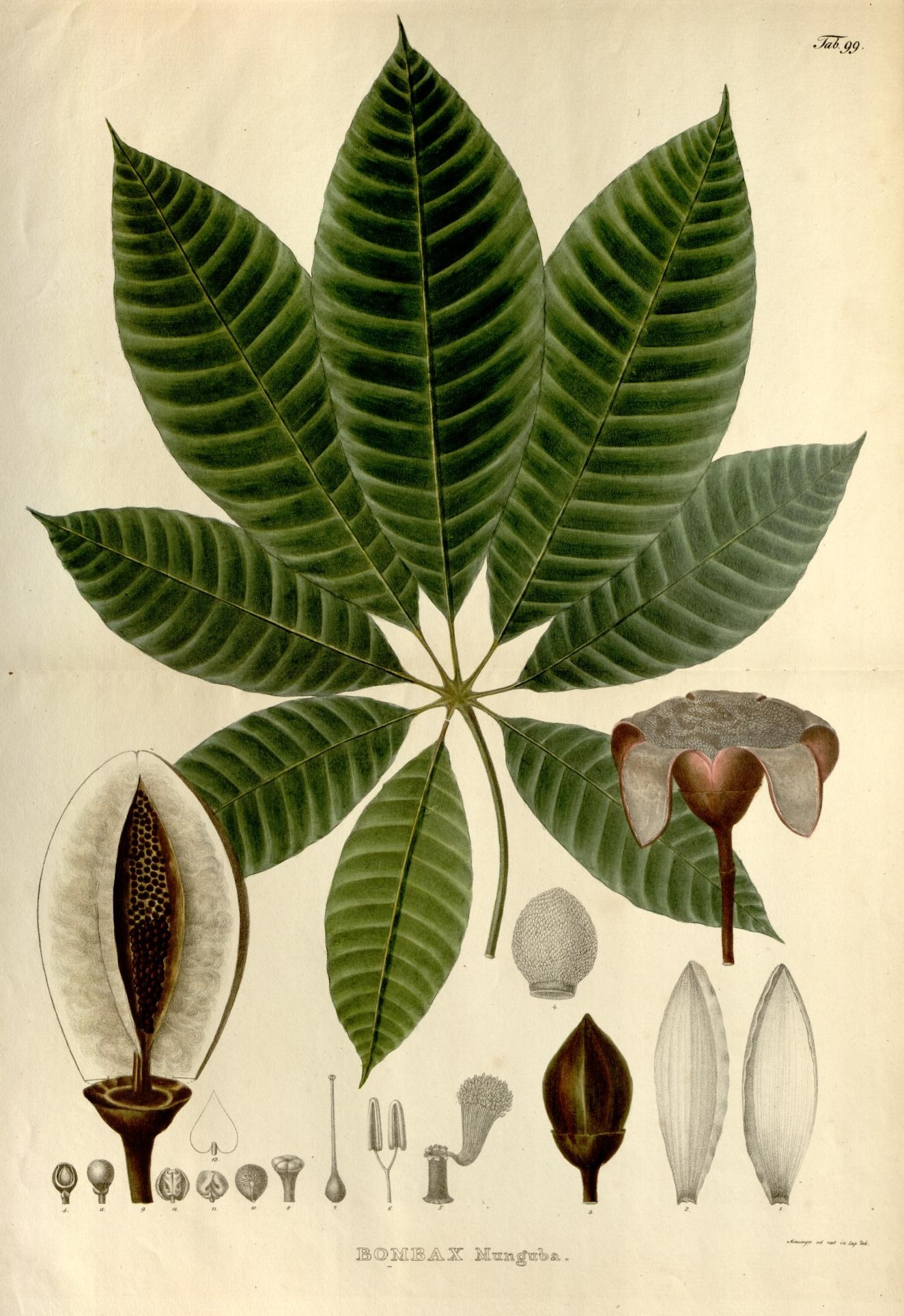